# (2256) Wiśniewski
(2256) Wiśniewski, désignation internationale (2256) Wisniewski, est un astéroïde de la ceinture principale.

## Description
(2256) Wiśniewski est un astéroïde de la ceinture principale. Il fut découvert le 24 septembre 1960 à l'Observatoire Palomar par Cornelis Johannes van Houten, Ingrid van Houten-Groeneveld et Tom Gehrels. Il présente une orbite caractérisée par un demi-grand axe de 3,09 UA, une excentricité de 0,17 et une inclinaison de 0,5° par rapport à l'écliptique.
Il a été ainsi baptisé en hommage à Wiesław Wiśniewski (1931-1994), astronome polonais.

## Compléments